# Чеканово (Новгородская область)
Чеканово — деревня в Окуловском муниципальном районе Новгородской области, относится к Угловскому городскому поселению.

## Географическое положение
Деревня Чеканово расположена на южном берегу озера Большие Падучи, на Валдайской возвышенности, в 1,5 км к югу от съезда «Угловка» с М11, в 2 км к югу от трассы Валдай—Угловка, в 3 км к юго-западу от посёлка Угловка, в 34 км от к юго-востоку от города Окуловка.
| 2010 | 2011 |
| ---- | ---- |
| 4    | ↘0   |

## История
В 1773—1927 деревня Чеканово находилась в Валдайском уезде Новгородской губернии.
Деревня Чеканово отмечена на картах 1788, 1792, 1812, 1816.

## Транспорт
Ближайшая ж/д станция «Угловка» — в 7 км к северу от деревни Чеканово.